# 빌리 포브스
케이딧 빌리 포브스(Cadet Billy Forbes, 1990년 12월 13일 ~ )는 터크스 케이커스 제도의 축구 선수로 현재 SWA 샤크스에서 공격수로 활약 중이며 터크스 케이커스 제도 축구 국가대표팀 내 국제 A매치 최다 출전 및 득점 기록 보유자이자 터크스 케이커스 대표팀 주장이다.

## 선수 경력

### 클럽
2006년 프로보폴 셀틱에서 데뷔한 이후 AFC 아카데미, 미시시피 브릴라, 사우즌 웨스트버지니아 킹스 워리어스, 샌안토니오 스코피언스, 라요 OKC, 샌안토니오 FC, 피닉스 라이징, 오스틴 볼드, 마이애미 FC, 디트로이트 시티, 밸류어 FC 등에서 활동했다.
특히 2014년부터 2015년까지 샌안토니오 스코피언스 소속으로 공식전 53경기 10골 15어시스트를 기록하며 2014 시즌 북미 사커 리그 우승에 공헌했고 이와 함께 2014 시즌 NASL 어시스트상(7개)을 수상하는 영예를 안았으며 2016 시즌에는 라요 OKC 소속으로 공식전 31경기 4골을 기록하며 NASL 4강 플레이오프 진출을 이끌었다.
그리고 2017 시즌과 2019 시즌에는 샌안토니오 FC 소속으로 공식전 59경기 13골을 터뜨리는 맹활약을 펼치며 팀의 2017 시즌 USL 챔피언십 8강 진출에 기여했으며 2018 시즌에는 피닉스 라이징 소속으로 공식전 24경기 3골을 기록하며 2018 시즌 USL 챔피언십 준우승에 일조했다.
이후 2020 시즌에는 오스틴 볼드에서 리그 16경기 7골을 터뜨리며 팀내 최다 득점자 반열에 올랐지만 팀의 포스트시즌 진출까지는 이끌지는 못했고 2021 시즌에는 마이애미 FC에서 공식전 26경기 7골의 준수한 활약으로 2시즌만의 마이애미 FC의 플레이오프 진출에 기여했다.
그 후 2022 시즌을 앞두고 디트로이트 시티로 이적했지만 리그 5경기 출전에 그쳤고 같은 시즌 캐나다 프리미어리그의 밸류어 FC로 임대 이적하여 12경기 2골을 기록한 뒤 2023년 5월 3일 미국 USL 리그 원의 센트럴 밸리 푸에고로 전격 이적했다.

### 국가대표팀
2008년 2월 6일 세인트루시아와의 2010년 FIFA 월드컵 북중미카리브 지역 1차 예선 1차전에서 국제 A매치 데뷔전을 치른 후 2015년 3월 23일 세인트키츠 네비스와의 2018년 FIFA 월드컵 북중미카리브 지역 1차 예선 1차전에서 A매치 데뷔골을 터뜨렸지만 팀은 1·2차전 합계 4-12로 대패하며 역사상 첫 월드컵 지역 2차 예선 문턱에서 또 다시 좌절을 맛보았다.
이후 2018년 11월 18일 세인트빈센트 그레나딘과의 2019-20년 CONCACAF 네이션스리그 예선 3차전에서 멀티골을 터뜨리며 팀의 3-2 승리를 이끌었고 2019년 10월 10일 신트마르턴과의 2019-20년 CONCACAF 네이션스리그 C D조 2차전에서 생애 첫 해트트릭을 작성하며 5-2 완승에 기여한 뒤 1달 후에 또 다시 재회한 신트마르턴과의 3차전에서도 후반 추가 시간 3분경 극장골을 터뜨리며 터크스 케이커스 제도 역사상 국제 대회 최다 승점 기록 경신을 이끌었다.
그리고 2022년 6월 11일 신트마르턴과의 2022-23년 CONCACAF 네이션스리그 C A조 3차전에서 멀티골을 터뜨리는 등 6경기 4골을 터뜨리며 3승 3패라는 터크스 케이커스 제도 축구 역사상 또 한번의 국제 대회 최다 승점 기록 경신을 이끈 뒤 앵귈라와의 2026년 FIFA 월드컵 북중미카리브 지역 1차 예선 2차전에서 선제골을 터뜨렸지만 이후 상대팀에게 동점골을 헌납한 후 승부차기에서 3-4로 패하며 앵귈라의 사상 첫 월드컵 북중미카리브 지역 2차 예선 진출의 희생양이 되고 말았다.

## 수상

### 클럽
샌안토니오 스코피언스
- 북미 사커 리그 : 우승 (2014)

 라요 OKC
- 북미 사커 리그 : 4위 (2016)

 피닉스 라이징
- USL 챔피언십 : 준우승 (2018)

### 개인
- 북미 사커 리그 어시스트왕 : 2014 (7개)